# 윤여준
윤여준(尹汝雋, 1939년 10월 17일 ~ )은 대한민국의 정치인이다. 제16대 국회의원, 대한민국 제10대 환경부장관을 지냈다.

## 정치 활동
2025년 4월 28일, 21대 대선 이재명 대통령 후보가 자신의 선거대책위원회의 공동상임선대위원장을 그에게 맡아달라고 부탁을 한 것에 응하였다.

## 학력
- 경기중학교 졸업
- 경기고등학교 중퇴
- 단국대학교 법정대학 정치학 학사

## 경력
- 진짜 대한민국 선거대책위원회 총괄선대위원장
- 윤여준정치연구원 원장
- 경기도 G-MOOC 추진단장
- 국민의당 상임고문 겸 창당준비위원회 공동위원장
- 민주통합당 상임고문 겸 국민통합추진위원회 위원장
- 재경일보 회장
- 한나라당 상임고문 겸 선거대책위원회 상임부본부장
- 한국지방발전연구원 이사장
- 여의도연구소 소장
- 한나라당 상임고문 겸 선거대책위원회 미디어대책위원
- 한나라당 총재특별보좌관
- 한나라당 당무위원
- 제10대 환경부 장관
- 신한국당 당무위원
- 대통령비서실 공보수석비서관
- 국가안전기획부장 특별보좌관
- 김윤환 정무장관 예하 보좌관
- 대통령비서실 정무비서관
- 대통령비서실 의전비서관
- 대통령비서실 공보비서관
- 국회의장 채문식 공보비서관
- 싱가포르 주재 대한민국 대사관 공보관
- 일본 주재 대한민국 대사관 예하 공보관(2년 임직)
- 경향신문 기자
- 동아일보 기자

## 역대 선거 결과
| 실시년도 | 선거  | 대수 | 직책     | 선거구   | 정당     | 득표수      | 득표율         | 순위          | 당락 | 비고 |
| -------- | ----- | ---- | -------- | -------- | -------- | ----------- | -------------- | ------------- | ---- | ---- |
| 2000년   | 총선  | 16대 | 국회의원 | 비례대표 | 한나라당 | 7,365,359표 | \| \| 39.0% \| | 비례대표 11번 |      | 초선 |
|          | 39.0% |      |          |          |          |             |                |               |      |      |

## 소속 정당
| 소속 정당 | 소속 정당    | 소속 기간 | 비고           |
| --------- | ------------ | --------- | -------------- |
|           | 민주정의당   | 1983~1990 | 정계 입문      |
|           | 민주자유당   | 1990~1995 | 합당           |
|           | 신한국당     | 1995~1997 | 당명 변경      |
|           | 한나라당     | 1997~2004 | 합당           |
|           | 무소속       | 2004~2012 | 탈당           |
|           | 민주통합당   | 2012~2013 | 입당           |
|           | 무소속       | 2012~2014 | 탈당           |
|           | 새정치연합   | 2014      | 창당준비위원회 |
|           | 무소속       | 2014~2016 | 신당 합류 거부 |
|           | 국민의당     | 2016~2018 | 창당           |
|           | 바른미래당   | 2018      | 합당           |
|           | 무소속       | 2018~2025 | 탈당 정계 은퇴 |
|           | 더불어민주당 | 2025~현재 | 입당 정계 복귀 |

## 저서
- 2011년 12월 5일 :《대통령의 자격》ISBN 978-89-94612-13-3

### 내용주
1. ↑  선거 전략을 세우거나 홍보 계획을 짜고 유권자들에게 후보를 알리고 각종 선거운동을 총괄하고 관리하는 조직

### 참고주
1. ↑  조선비즈 (2025년 4월 28일). “박근혜·안철수·문재인 거쳐 이재명 손 잡은 ‘보수책사’ 윤여준”. 2025년 4월 28일에 확인함.
2. ↑  YTN (2025년 4월 28일). “민주당, 상임선대위원장에 윤여준 전 장관 영입”. 2025년 4월 29일에 확인함.

## 같이 보기
- 대한민국 제16대 국회의원 선거 한나라당 후보 목록#비례대표
- 대한민국의 대통령비서실 수석비서관
- 대한민국의 환경부 장관